# Mount Zion Award
Der Mount Zion Award wird jedes zweite Jahr am 28. Oktober von der Mount Zion Foundation (mit Sitz am Institut für Jüdisch-Christliche Forschung (IJCF) in Luzern) und der Benediktinerabtei Dormitio in Jerusalem verliehen. Die 1986 von Pfarrer Wilhelm Salberg (1925–1996) gegründete Mount Zion Foundation verleiht seit 1987 einen Preis an Personen oder Institutionen in Israel, die in der kulturellen und interreligiösen Verständigung von Judentum, Christentum und Islam und im Friedensprozess in Nahost Verdienste erworben haben.
Die Präsidenten der Stiftung, Verena Lenzen, Leiterin IJCF, und der Abt der Dormitio-Abtei auf dem Zionsberg, Bernhard Maria Alter OSB, überreichen den Mount Zion Award traditionell Ende Oktober in Erinnerung an die Konzilserklärung Nostra Aetate (28. Oktober 1965), die Bahn brechend für die Annäherung zwischen der katholischen Kirche und den nichtchristlichen Religionen, v. a. dem Judentum, wurde. 
Zu den Preisträgern zählen namhafte Persönlichkeiten wie die israelischen Schriftsteller David Grossmann und Amos Oz, Rabbi David Rosen vom „Interreligious Coordinating Council“, die palästinensische Professorin Sumaya Farhat-Naser sowie die namentlich weniger bekannten „Helden des Alltags“, die sich durch ihr humanitäres Engagement und ihre Zivilcourage hervorgetan haben.

## Preisträger
- 1987: Mahmoud Abassi, Al-Masreq Publishing House, Shefar´am / Israel; Rose-Therese Sant, Zionsschwester, Jerusalem
- 1989: David Grossman, Schriftsteller, Mevasseret Zion / Israel
- 1991: Elisheva Hemker, Pastoralreferentin, Haifa und Naharija / Israel
- 1993: Kirsten Stoffregen-Pedersen („Schwester Abraham“), Jerusalem
- 1995: Elias und Heyam Jabbour, Sozialarbeiter, Schefar’am / Israel; Yeheskel und Dalia Landau, Sozialarbeiter, Ramle und Jerusalem
- 1997: Sumaya Farhat-Naser, Dozentin der Universität Bir Zait; Yitzhak Frankenthal, Direktor von Neviot Shalom, Jerusalem
- 1999: Shmuel Toledano, Politiker, Jerusalem; Ass`ad Araidy, Druse, Bürgermeister von Maghar in Galiläa
- 2001: Kifaya Jadah; Reuven Moskovitz; Emil Shoufany
- 2003: „Breaking Barriers“, Jerusalem/Tel Aviv
- 2005: Rabbiner David Rosen
- 2007: Sr. Monika Düllmann
- 2009: Nedal Jayousi, Palestinian House for Professional Solutions, Ramallah; Daniel Rossing, Jerusalem Center for Jewish-Christian Relations
- 2011: Gidon Bromberg, Munqeth Mehyar und Nader Al-Khateeb von den Friends of the Earth Middle East
- 2013: Yisca Harani und Margaret Karram
- 2015: David Neuhaus SJ im Namen der „Coordination for Pastoral among Migrants“ (CPAM)
- 2017: Amos Oz, Schriftsteller und Journalist
- 2019: Gadi Gvaryahu im Namen von Tag Meir; Michael Krupp als Auszeichnung für sein Lebenswerk
- 2022: Israel Yuval; Jehuda Bacon als Auszeichnung für sein Lebenswerk